# Лампсак

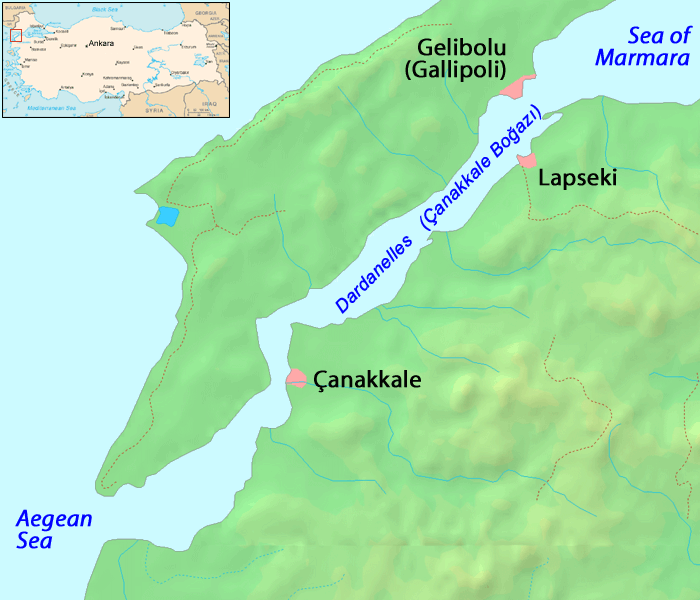
Розташування сучасного Лампсекі на Дарданеллах

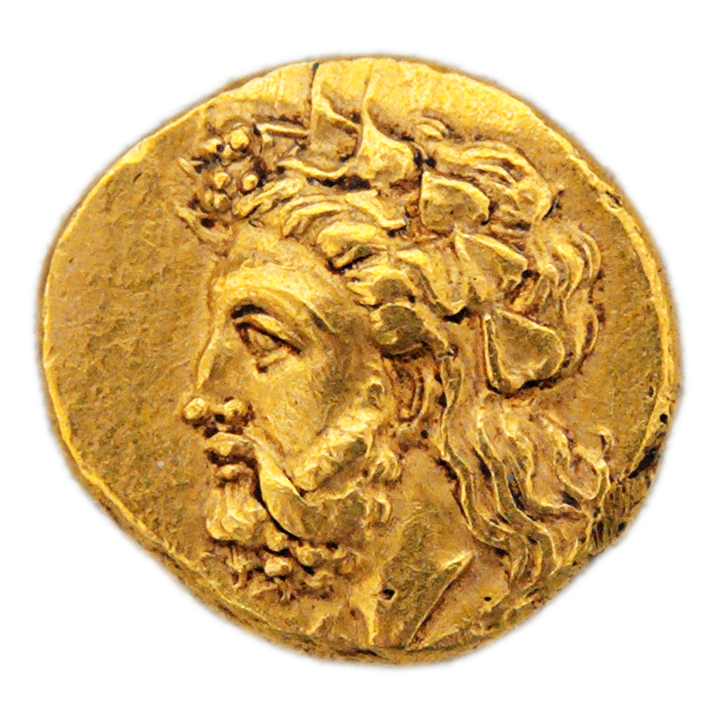
Золотий статер із Лампсака із зображенням голови Діоніса або Пріапа, увінчаної лавровим вінком

Лампсак (грец. Λάμψακος) — найзначніше місто Мізії в північно-східній частині Геллеспонту, засноване фокейцями. На місці давнього Лампсака існує сучасне турецьке місто Лапсекі в ілі Чанаккале.
За давньогрецьким переказом, тут Афродіта народила Пріапа. Тому Лампсак слугував центром культу цього бога. 6 століттям до н. е. датоване свідчення про тирана Гіппокла. Його син Аянтід одружився з Архедікою, дочкою афінського тирана Гіппія. Згодом Лампсак перебував у залежності від персів.
Місто славилося своїм якісним вином, тому Артаксеркс I, як свідчать Фукідід та Плутарх, віддав його Фемістоклу на вино (δόντος βασιλέως αὐτω Μαγνησίαν μεν ά̓ρτον, Λάμψακον δε οἰνον). 376 до н. е. відомий тиран Фаліск, а близько 355 до н. е. — тиран Астінакс, згодом правив тиран Харес. На пізнішому етапі Лампсак підпав у залежність від Мемнона Родоського.
364 року н. е. в Лампсаку відбувся собор проти аріан.

## Давні лампсакці
Певний час в Лампсаку мешкав Епікур. Як свідчить Страбон, з Лампсака походили:
- логограф Харон;
- перипатетик Адімант;
- епікурієць Метродор;
- історик Анаксимен.